# 월드 스파이더 카탈로그
월드 스파이더 카탈로그(영어: World Spider Catalog, WSC)는 거미류의 분류를 검색할 수 있는 온라인 데이터베이스이다. 현재 기재된 모든 거미 종류를 망라하는 것은 물론, 연관되어 있는 모든 분류 문헌에 대한 접근점을 제공한다.
WSC는 2000년 미국 자연사 박물관의 노먼 I. 플라트닉이 처음 창설했으며, 2014년 플라트닉의 은퇴 이후 베른 자연사 박물관이 카탈로그를 인계하여 관계형 데이터베이스로 탈바꿈시켰다. 2024년 11월 22일 기준으로 총 52,487종이 목록화되어 있으며, 하루 평균 3종이 신종으로 등재된다.